# Hydropsyche formosana
Hydropsyche formosana är en nattsländeart som beskrevs av Georg Ulmer 1911. Hydropsyche formosana ingår i släktet Hydropsyche och familjen ryssjenattsländor. Inga underarter finns listade i Catalogue of Life.